# 胡見宇
胡見宇（2001年3月6日—），台湾少年歌手，生於台灣台中縣大甲鎮，父親為布農族原住民。2010年9歲时參加民視無線台舉辦的「超級童盟會」歌唱比賽，獲得第2年度總冠軍。其後數度應邀於電視節目中演出，並於嚴爵2011年發行的不孤獨專輯中參與合唱《拿你的意志力》一曲。2012年於福州舉行的第5屆海峽兩岸閩南語歌唱比賽決賽中，獲第一名。2013年受邀參加湖南衛視歌唱比賽節目「中國新聲代」，為楊宗緯班級成員。

## 民視「超級童盟會」比賽經歷
| 播出日期       | 表演歌曲                   | 原 唱 者 | 比賽歌曲               | 原 唱 者       | 備註           |
| -------------- | -------------------------- | -------- | ---------------------- | -------------- | -------------- |
| 2010年6月22日  | 阿飛的小蝴蝶               | 蕭敬騰   | 王妃                   | 蕭敬騰         | 週冠軍賽       |
| 2010年7月19日  | 背叛(合唱)                 | 曹格     | 狼                     | 齊秦           | 月冠軍賽       |
| 2010年10月14日 | 我最深愛的人傷我最深(合唱) | 張雨生   | 你到底愛誰、我期待     | 劉嘉亮、張雨生 | 季冠軍賽       |
| 2011年5月21日  | 讓每個人都心碎             | 黃大煒   | 第一滴淚、世界唯一的你 | 動力火車、曹格 | 第二年度總冠軍 |

以兩個階段共滿分50顆星贏得民視「超級童盟會」第二年度總冠軍。

## 註腳
1. ↑  . 2013-07-28  [2013-09-11]. （原始内容存档于2013-10-20）.